# Дейлі біст
«Дейлі біст» (англ. The Daily Beast) — американський новинний сайт, що спеціалізується на політиці, медіа та попкультурі. Заснований у 2008 році, сайт належить компанії IAC Inc..
Ноа Шахтман, головний редактор сайту з 2018 по 2021 рік, схарактеризував його як «висококласний таблоїд». В інтерв'ю 2015 року колишній головний редактор Джон Авлон описав редакторський підхід «Дейлі біст»: «Ми шукаємо сенсації та історії про таємні світи, любимо протистояти кривдникам, ханжам і лицемірам». У 2018 році Авлон описав «зону ураження» сайту як «політику, попкультуру і владу».